# Řád Karla Marxe
Řád Karla Marxe (německy: Karl-Marx-Orden) bylo vyznamenání Německé demokratické republiky založené roku 1953. Udílen byl jedincům, územním celkům, organizacím i vojenským jednotkám za mimořádné zásluhy při budování socialismu.

## Historie
Řád byl založen 5. května 1953 při příležitosti 135. výročí narození Karla Marxe, po němž byl také pojmenován. Založen byl v rámci oslav Roku Karla Marxe, během něhož bylo přejmenováno i město Chemnitz na Karl-Marx-Stadt, stejně jako Lipská univerzita nově nesla jméno Univerzita Karla Marxe.
Udílen byl v jediné třídě jedincům i kolektivům, vojenským jednotkám i územním celkům za mimořádné zásluhy o rozvoj socialismu. S udělením souvisela i peněžní cena v hodnotě 20000 východoněmeckých marek. Řád mohl být udělen i cizincům.
Na návrh Rady ministrů mohl být řád oceněnému opět odebrán, a to zejména v případě trestního stíhání za činy středně těžké až těžké povahy. Odebrán mohl být i v rámci interních disciplinárních řízení, která vedla k vyloučení jedince ze strany, armády či vedla k jeho degradaci. Po smrti byl řád dědici vyznamenaného navracen ministerské radě. V případě udělení řádu posmrtně zůstávaly insignie v Radě ministrů. Osvědčení o udělení řádu však bylo předáno rodině oceněného. Řád mohl být udělen i několikrát. Automaticky byl udílen i osobám, které byly oceněny čestným titulem Hrdiny Německé demokratické republiky.

## Pravidla udílení
Řád Karla Marxe byl dle řádového statutu udílen zejména za:
- vynikající služby celému německému lidu v boji o vytvoření sjednoceného, demokratického, nezávislého a mírumilovného Německa, za zvláštní služby pro rozvoj a posílení národní fronty demokratického Německa
- vynikající úspěchy v udržování klasického německého kulturního dědictví a za progresivní rozvoj německé vědy a umění
- vynikající úspěchy v oblasti plánování a budování socialismus v NDR, za speciální služby k nepřetržitému růstu a zlepšování socialistické výroby založené na nejmodernějších technologiích
- činnost, která přinesla vynikající výsledky v průmyslu, zemědělství, dopravě, obchodu a při sběru dat státních a družstevních institucí, společností a organizací
- zvláštní služby při posilování soudržnosti dělnické třídy s pracujícími rolníky, za rozvoj zemědělství, za dosažení vysokých výnosů plodin a vysokých výsledků v chovu hospodářských zvířat, za zvláštní služby pro rozvoj a posílení zemědělských družstev
- vynikající experimentální práci, která byla průkopnická a příkladná pro další vzestup národní ekonomiky
- zavedení technologických vylepšení a inovací důležitých pro stát v průmyslové a zemědělské výrobě, v dopravě a za vynikající vynálezy v těchto oblastech
- mimořádné úspěchy v oblasti organizace národní obrany, za zvláštní ostražitost při zabezpečení bezpečnosti státu a jeho institucí, stejně jako za vynikající plnění zvláštních příkazů v této oblasti
- zvláště významné úspěchy v oblasti společenských věd, zejména za tvůrčí, nezávislý a kvalitní výzkum v této oblasti, a to především v oblasti studia dějin německého lidu a německého dělnického hnutí
- vynikající výsledky v oblasti sociálního zabezpečení a zdravotní péče, které měly mimořádně velký význam pro celou populaci, především za vědecký výzkum v této oblasti
- mimořádně velké úspěchy v udržování a rozvoji přátelských vztahů se Sovětským svazem a ostatními socialistickými státy a dalšími mírumilovnými národy světa, jakož i za rozvoj vztahů mezi organizacemi NDR a jejich příbuznými zahraničními institucemi

## Insignie
Řádová medaile o maximálním průměru 50 mm má tvar červeně smaltované pěticípé hvězdy se zlatým lemováním. Hvězda je položena na věnci spleteném z dubových listů. Uprostřed je kulatý zlatý medailon s reliéfním portrétem Karla Marxe. Zadní strana je hladká.
Medaile se nosila na stuze z moaré vínově červené barvy nalevo na hrudi. Stuha po vzoru sovětských řádů pokrývala kovovou destičku ve tvaru pětiúhelníku. Medaile se nosila při oslavách 1. května, 8. května v Den osvobození a 7. října v Den republiky, stejně jako při dalších zvláštních příležitostech a státních setkáních.